# Bruno Carini
Bruno Carini, né le 17 novembre 1912 à Saint-Gall et mort le 15 août 1945 à Aubagne, est un coureur cycliste né suisse et naturalisé français en 1929. Il a participé à deux tours de France, en 1937 et 1938.

## Palmarès
- 1934
  - 3e de Paris-Dieppe
- 1935
  - 2e du championnat de France des sociétés
- 1936
  - 3e de Paris-Angers
  - 3e du Circuit de l'Ouest
- 1937
  - Paris-Saint-Jean-d'Angely
  - 2e étape du Tour du Sud-Ouest
  - 2e de Paris-Belfort
  - 9e de Paris-Nice
- 1938
  - Grand Prix d'Issoire
  - Grand Prix de Thizy
  - 2e de Paris-Rennes
- 1939
  - Paris-L'Aigle
  - 2e du Circuit de l'Indre
  - 2e du G.P de la Somme
- 1941
  - Grand Prix de Cannes
- 1942
  - 1re étape du Circuit du Ventoux
  - 3e du Circuit des villes d'eaux d'Auvergne
- 1944
  - 3e de la Polymultipliée
- 1945
  - 3e du Grand Prix d'Armagnac

## Résultats sur les grands tours

### Tour de France
2 participations
- 1937 : 42e
- 1938 : 47e